# Municipio Carrizal
El Municipio Carrizal es uno de los 21 municipios que integran el Estado Miranda. Está ubicado al oeste del estado en la región montañosa de los Altos Mirandinos a 1300 m s. n. m. y es el punto central entre los municipios Guaicaipuro y Los Salias.
Posee una superficie de 32 km² y según estimaciones del INE su población para 2023 será de 85.416 habitantes y su capital es la ciudad de Carrizal.

## Historias

### Inicios de Carrizal
Una vez derrotados Los Caracas, Los Teques, Mariches, La Tribu Acaguaimay , los valientes de Epoima, Cacique de Carrizal, se da inicio la colonización del Valle de Caracas y los Altos de Guaicaipuro.
En febrero de 1571, Juan de Guevara, teniente del gobernador de Caracas, otorgó una encomienda en la zona de Los Altos al colonizador Andrés González, la cual incluía, entre otros, los territorios conocidos como Epoima y Acaguaima.
Hacia finales del siglo xvii, comenzó a formarse un caserío en el área, nombrado por sus habitantes como El Carrizal, en alusión a la abundancia de carrizos, una planta gramínea común en la región. Los primeros colonos eran canarios o descendientes de canarios, reconocidos por su trabajo agrícola y espíritu comunitario.
El poblado creció progresivamente con la llegada de criadores de ganado y agricultores, configurando una base económica sustentada en la producción agropecuaria. Una de las gestas más destacadas de la comunidad fue la lucha por la creación de su parroquia eclesiástica, logro alcanzado el 17 de abril de 1826, consolidando su identidad religiosa y organizativa.
Posteriormente, el 12 de febrero de 1827, el ciudadano José Manuel Álvarez donó al poblado una extensa propiedad de su hacienda, destinada a la fundación y sostenimiento de una escuela rural, así como al desarrollo de actividades agrícolas. Parte de los ingresos generados por estas tierras fue destinada a financiar la educación local.
Desde entonces, Carrizal se ha destacado por la producción de café, flores, verduras y frutos menores, consolidándose como un núcleo agrícola de importancia en el eje de Los Altos mirandinos.

## Geografía
El municipio Carrizal, se encuentra ubicado al oeste del estado Miranda de la ciudad de San Antonio de los Altos y adyacente a la ciudad de Los Teques y emplazado a una altitud promedio de 1.300 metros sobre el nivel del mar, este se caracteriza por su clima agradable con temperaturas mínimas promedio de 10 °C., máximas promedio de 22 °C. y precipitaciones promedio de 1.500 mm. La vegetación es tupida y siempre verde donde abunda el carrizo, (vegetal de donde proviene el nombre de Carrizal, la capital del Municipio), los bucares, los apamates y hasta araguaneyes. En sus bosques abundan las paraulatas, reinitas, carpinteros, pericos, guacharacas y loros y últimamente se ven pasar guacamayos. Se observan frecuentemente ardillas marrones y negras, perezas, lapas, zorros y hasta leones venezolanos.
Cuenta con riquezas tanto en el suelo como en el subsuelo, prueba de ello son los acuíferos abundantes en toda su extensión, así como probadas reservas de pirita y calcopirita con oro asociado en ellas. La topografía es muy accidentada, presenta paisajes de fallas y cortadas geográficas, bañadas por ríos, riachuelos y quebradas.

### Límites
- Al norte: el municipio Libertador (Distrito Capital) y el municipio Los Salias (Estado Miranda).
- Al sur: el municipio Guaicaipuro (Estado Miranda).
- Al este: el municipio Los Salias (Estado Miranda).
- Al oeste: el municipio Guaicaipuro (Estado Miranda).

## Turismo

### Centro comerciales
- Centro Ciudad Comercial La Cascada

### Lugares de interés

#### Cultural
- Iglesia de Carrizal
- Iglesia San Charbel
- Santuario Nuestra Señora de Fátima

#### Recreacional
- Acuario Agustín Codazzi
- Plaza de Montaña Alta
- Estadio Alexis Padilla

## Radio de Carrizal
Desde Centro Comercial La Cascada Transmitió, Máxima 98.5 FM radio pionera de los Altos Mirandinos que comenzó sus transmisiones el 18 de septiembre de 1995. Está emisora sale del aire por el cese de concesión y cierre por parte de CONATEL, el día 14 de marzo de 2008 dejando un gran vació en el dial.

## Política y gobierno

### Alcaldes
| Período     | Alcalde             | Partido político / Alianza | % de votos | Notas |
| ----------- | ------------------- | -------------------------- | ---------- | --- |
| 1989 - 1992 | José Luis Rodríguez | AD                         | 34,74      | Primer alcalde bajo elecciones directas |
| 1992 - 1995 | José Luis Rodríguez | AD                         | 49,81      | Reelecto |
| 1995 - 2000 | Félix Palacios      | AD                         | -          | Segundo alcalde bajo elecciones directas (se realizaron elecciones generales adelantadas en el 2000 debido a la aprobación de la Constitución de 1999)     |
| 2000 - 2002 | Orlando Urdaneta    | MVR                        | 26,78      | Tercer alcalde bajo elecciones directas (se realizan elecciones parciales en el año 2002 tras la impugnación por parte del candidato José Luis Rodríguez.) |
| 2002 - 2006 | José Luis Rodríguez | AD                         | 30,75      | Cuarto alcalde bajo elecciones directas |
| 2006 - 2010 | José Luis Rodríguez | AD                         | 49,05      | Reelecto |
| 2010 - 2013 | José Luis Rodríguez | UNT                        | 49,73      | Reelecto (se postergan 1 año las elecciones municipales pautadas para finales del 2012)                                                                    |
| 2013 - 2017 | José Luis Rodríguez | UNT / MUD                  | 51,62      | Reelecto |
| 2017 - 2021 | Farith Fraija       | PSUV                       | 58,89      | Quinto alcalde bajo elecciones directas |
| 2021 - 2025 | José Morales        | AD / MUD                   | 43,69      | Sexto alcalde bajo elecciones directas |
| 2025 - 2029 | Jennifer Mujica     | MFV / GPPSB                |            | Séptima alcaldesa bajo elecciones directas |

### Concejo municipal
Período 1989 - 1992
| Concejales:          | Partido político / Alianza |
| -------------------- | -------------------------- |
| Joséfina Ortega      | AD                         |
| Felix Palacios       | AD                         |
| Francisco Rodríguez  | AD                         |
| Francisco Jorge      | COPEI                      |
| Castor Oropeza       | COPEI                      |
| Edgar Sarmientos     | MAS                        |
| José Gustavo Carrero | MAS                        |

Período 1992 - 1995
| Concejales:            | Partido político / Alianza |
| ---------------------- | -------------------------- |
| José Morales           | AD                         |
| Julio José Jordán      | AD                         |
| Jesús Hernández        | AD                         |
| Ermenegildo Calzadilla | AD                         |
| Felix Palacios         | AD                         |
| Ana de Martínez        | COPEI                      |
| Carmen Purroy          | COPEI                      |

Período 1995 - 2000
| Concejales:       | Partido político / Alianza |
| ----------------- | -------------------------- |
| José Morales      | AD                         |
| Julio José Jordán | AD                         |
| Luis Hernández    | AD                         |
| Dario Lugo        | AD                         |
| José Rodríguez    | AD                         |
| Carlos García     | COPEI                      |
| Edgar Sarmientos  | CONVERGENCIA               |

Período 2000 - 2005
| Concejales:           | Partido político / Alianza |
| --------------------- | -------------------------- |
| Luis Sencler          | MVR                        |
| Clara Lucía Rodríguez | MVR                        |
| Elizabeth Méndez      | MVR                        |
| Marco Villagas        | MVR                        |
| Carlos Albarracín     | MVR                        |
| Luis Hernández        | AD                         |
| José Luis Díaz        | PJ                         |

Período 2005 - 2013
| Concejales:       | Partido político / Alianza |
| ----------------- | -------------------------- |
| Luis Aponte       | MVR                        |
| Oscar Terán       | MVR                        |
| Luis Sencler      | MVR                        |
| Lindolfo Rujano   | MVR                        |
| Dulce María Angel | PODEMOS                    |
| Maritza Revette   | PPT                        |
| Javier Gil        | AD                         |

Período 2013 - 2018
| Concejales:         | Partido político / Alianza |
| ------------------- | -------------------------- |
| Manolo Blanco       | MUD                        |
| José Morales        | MUD                        |
| Carlos García       | MUD                        |
| Claudia Toro        | MUD                        |
| Katherine Rodríguez | MUD                        |
| Marien Pabón        | MUD                        |
| Luis Aponte         | PSUV                       |

Período 2018 - 2021
| Concejales:     | Partido político / Alianza |
| --------------- | -------------------------- |
| Naylet Toloza   | PSUV                       |
| Antonio Avedaño | PSUV                       |
| Mirtha Rivero   | PSUV                       |
| Ricki Cañizalez | PSUV                       |
| Luis Aponte     | PSUV                       |
| Yenderth Alcalá | PSUV                       |
| Maria Figuera   | PSUV                       |

Período 2021 - 2025 
| Concejales:       | Partido político / Alianza |
| ----------------- | -------------------------- |
| Giovanny Quintana | PSUV                       |
| Morela Figuera    | PSUV                       |
| Mirtha Rivero     | PSUV                       |
| Ricki Cañizalez   | PSUV                       |
| Erik González     | PSUV                       |
| Edgardo Colman    | FV                         |
| Barbara Salas     | MAS/MUD                    |